# Thorea
Thorea, rod crvenih algi iz porodice Thoreaceae, dio reda Thoreales. Taksonomski je priznat kao zaseban rod. Pripada mu 17 vrsta od kojih je tipična T. ramosissima Bory, nom. illeg. 1808, sinonim za slatkovodnu algu T. hispida

## Vrste
1. Thorea bachmannii C.Pujals ex R.G.Sheath, M.L.Vis & K.M.Cole
2. Thorea brodensis Klas
3. Thorea clavata Seto & Ratansabapathy
4. Thorea conturba Entwisle & Foard
5. Thorea flagelliformis Zanardini
6. Thorea gaudichaudii C.Agardh
7. Thorea hispida (Thore) Desvaux
8. Thorea indica Necchi, E.K.Ganesan & J.A.West
9. Thorea kokosinga-pueschelii E.T.Johnston & M.L.Vis
10. Thorea mauitukitukii E.T. Johnston, K.R. Dixon, J.A.West & M.L.Vis
11. Thorea okadae Yamada
12. Thorea prowsei Ratnasabapathy & Seto
13. Thorea quisqueyana E.T.Johnston & M.L.Vis
14. Thorea riekei Bischoff
15. Thorea siamensis S.Kumano & Traichaiyaporn
16. Thorea violacea Bory
17. Thorea zollingeri F.Schmitz